# Match Point – Hra osudu
Match Point – Hra osudu (v originále Match Point) je film scenáristy a režiséra Woodyho Allena, uvedený v premiéře na festivalu v Cannes v roce 2005 (v ČR uveden do kin 6. dubna 2006). Vypráví příběh Chrise Wiltona (Jonathan Rhys Meyers), mladého tenisového profesionála a zároveň trenéra pocházejícího z Irska. Ten se díky štěstí velmi rychle vydává na cestu za závratnou kariérou – otázka je jen, jak dlouho mu jeho štěstí vydrží. Film vypovídá o režisérově přesvědčení o důležitosti štěstí v životě a jeho vlivu na naše osudy. Scénář je volně inspirován románem Theodore Dreisera Americká tragédie .
Tento film je vůbec první v Allenově filmografii, který byl natočen v Anglii a také od dob snímku Láska a smrt první natočený kompletně mimo Spojené státy. Film se natáčel na tak známých místech Londýna jako jsou galerie Tate Modern, budova Lloyds, Královská opera, Westminsterský palác, Blackfriars Bridge nebo Cambridge Circus.
Snímek byl sice uveden na filmovém festivalu v Cannes 2005, ale soutěže se neúčastnil. Kritika jej však přijala velmi dobře, dokonce byl označen jako nejlepší Allenův film posledních let a i diváci ho v anketách hodnotí velmi vysoko. Match Point byl nominován na čtyři Zlaté glóby: Nejlepší snímek - Drama, Scarlett Johansson jako Nejlepší herečka ve vedlejší roli, Woody Allen za Nejlepší režii a také za Nejlepší scénář. Přestože snímek žádnou z nominovaných cen nezískal, pro Allena se jednalo o úspěch, neboť šlo o první nominace na Zlatý glóbus od roku 1987 (za snímek Hana a její sestry).

## Příběh
Celý film začíná záběrem na tenisový míček přelétávající síť, který o ní v jeden moment zavadí a není jasné, na kterou stranu spadne. K tomu hlavní hrdina Chris říká:
Muž který řekl větu: „Raději budu mít v životě štěstí než abych žil správný život“ toho věděl o životě mnoho. Lidé se bojí postavit se tváří v tvář faktu, jak velká část jejich života záleží na štěstí. Člověka může až vyděsit zjištění, jak mnoho věcí je mimo jeho kontrolu. V tenisovém utkání jsou momenty, kdy míček zasáhne pásku a v ten moment může jít dál anebo spadnout zpět. S troškou štěstí poletí dál a vy vyhrajete. Nebo možná ne a vy prohrajete.
Chris přichází do Londýna a začíná skoro od nuly – má sice práci tenisového trenéra a pronajatou malou garsonku, ale nebýt štěstí, které ho potká v pozvání do opery od bohatého playboye Toma Hewitta (Matthew Goode), kde se seznámí s celou jeho rodinou a zamiluje se do něj Tomova sestra Chloe (Emily Mortimerová), zřejmě by v tomto stavu i dlouho zůstal. Díky nové známosti a Chloině otci, bohatému podnikateli, mu ale začíná závratná kariéra, na jejímž konci je kancelář s výhledem na Londýn, služební auto se šoférem i přiženění se do rodiny – situaci mu ale komplikuje Tomova snoubenka, Američanka Nola (Scarlett Johanssonová), pro kterou trpí až nekontrolovatelnou slabostí. Poté, co se Nola s Tomem rozejdou, se s ní začíná Chris scházet a později i pravidelně spát; zatímco doma se marně snaží s manželkou počít dítě, s Nolou se mu to bohužel povede velmi rychle. Dostává se do neřešitelné situace: na jedné straně přitažlivá Nola, která ale začíná žárlit a dožaduje se až hystericky toho, aby odešel od své manželky, na straně druhé pohodlná kariéra, luxus, bohatství a milá Chloe. Chris se rozhodne svou situaci vyřešit drasticky a potají si vypůjčí od tchána jednu z jeho loveckých pušek – problém pak vyřeší dvojí zmáčknutí kohoutku. Ačkoliv jeho plánování zločinu mělo jisté mezery, štěstí při něm stojí a vše se mu daří utajit, až do doby, kdy policie nachází Nolin deník. Potom už záleží jen na štěstí (a komisařově úsudku), jestli zůstane Chris na svobodě anebo bude potrestán, jak zaslouží.

## Obsazení
- Jonathan Rhys Meyers jako Chris Wilton
- Scarlett Johansson jako Nola Rice
- Emily Mortimer jako Chloe Hewett Wilton
- Matthew Goode jako Tom Hewett
- Brian Cox jako Alec Hewett
- Penelope Wilton jako Eleanor Hewett
- Ewen Bremner jako inspektor Dowd
- James Nesbitt jako detektiv Mike Banner
- Rupert Penry-Jones jako Henry
- Margaret Tyzack jako Mrs. Eastby
- Alexander Armstrong jako pan Townsend
- Geoffrey Streatfeild jako Alan Sinclair
- Miranda Raison jako Heather
- Rose Keegan jako Carol
- Colin Salmon jako Ian
- Toby Kebbell jako policista

## Hudba
Film nemá vlastní původní hudbu, celý film provází hudba klasických operních skladatelů, zejména Giuseppe Verdiho.

## Přijetí
Film vydělal 23,1 milionů dolarů v Severní Americe a 85,3 milionů dolarů v ostatních oblastech, celkově tak vydělal 64,2 milionů dolarů po celém světě. Rozpočet filmu činil 15 milionů dolarů.
Film získal pozitivní recenze od kritiků. Na recenzní stránce Rotten Tomatoes získal ze 209 započtených recenzí 76 procent. Na serveru Metacritic snímek získal z 40 recenzí 72 bodů ze sta. Na Česko-Slovenské filmové databázi si snímek drží 80%.

### Nominace a ocenění
| Ocenění                            | Kategorie                                   | Nominovaný              | Výsledek |
| ---------------------------------- | ------------------------------------------- | ----------------------- | -------- |
| César                              | Nejlepší zahraniční film                    | Match Point – Hra osudu | nominace |
| Oscar                              | Nejlepší původní scénář                     | Woody Allen             | nominace |
| St. Louis Film Critics Association | Nejlepší film                               | Match Point – Hra osudu | nominace |
| St. Louis Film Critics Association | Nejlepší scénář                             | Woody Allen             | nominace |
| St. Louis Film Critics Association | Nejlepší režie                              | Woody Allen             | nominace |
| Zlatý glóbus                       | Nejlepší režie                              | Woody Allen             | nominace |
| Zlatý glóbus                       | Nejlepší scénář                             | Woody Allen             | nominace |
| Zlatý glóbus                       | Nejlepší ženský herecký výkon v hlavní roli | Scarlett Johansson      | nominace |